# Hugo Quevedo
Hugo Quevedo (* 8. Juni 1963) ist ein ehemaliger uruguayischer Fußballspieler.

## Karriere
Torhüter Quevedo gehörte zu Beginn seiner Karriere von 1983 bis 1986 dem Kader des Erstligisten Club Atlético Progreso an. In den Jahren 1987 und 1989 wirkte er als Spieler bei Liverpool Montevideo, mit dem er 1987 unter Trainer Julio César Antúnez in die Primera División aufstieg und dabei beim entscheidenden 3:1-Sieg über Racing auf dem Platz stand. In der Apertura 1995 stehen für ihn 14 Erstligaeinsätze beim Club Atlético Basáñez zu Buche.